# Ottosonderia
Ottosonderia là chi thực vật có hoa trong họ Aizoaceae.